# Никол Шерзингер
Никол Пресковия Еликолани Валиенте Шерзингер (на английски: Nicole Prescovia Elikolani Valiente Scherzinger, понякога транскрибирано като Шерцингер), повече позната като Никол Шерзингер, е американска певица, танцьорка, манекенка, актриса, станала известна като водещата певица на американската R&B група The Pussycat Dolls.
Първоначално Шерзингер е беквокалистка на рок групата Days of the New, след което участва в ТВ шоуто Popstars, което ѝ печели място в женската поп-група Eden's Crush. След разпадането на състава се присъединява към The Pussycat Dolls и става водещата певица на групата. Заедно с „Куклите“ издава два студийни албума: PCD и Doll Domination, съпътствани със световни турнета. След напускане на групата през декември 2010 година, Никол официално започва своята соло кариера с издаването на дебютния си студиен албум – Killer love. Вторият сингъл от албума – „Don't hold your breath“ достига първо място в UK Singles Chart, превръщайки се в първия ѝ номер едно сингъл като соло артист.
В началото на 2010 г. Шерзингер става победителка в десетия сезон на „Dancing with the Stars“. Кери Ан Инаба, която е съдия в шоуто, определя Никол като „най-добрата танцьорка, която предаването някога е имало“. Никол е съдия в The X Factor USA, което се излъчва през есента на 2011 г.

## Биография
Никол Шерзингер (рождено име: Никол Пресковия Еликолани Валиенте) е родена на 29 юни 1978 г. в Хонолулу, Хавайски острови в ревностно католическо семейство. Баща ѝ Алфонсо Валиенте е филипинец, а майка ѝ Роузмари е наполовина украинка, наполовина хавайка. В интервю Никол казва: „Имам филипински, украински и хавайски корени, но хората мислят, че съм от Пакистан.“ Никол се ражда, когато майка ѝ е все още в гимназията и родителите ѝ се разделят, докато е бебе. На 6-годишна възраст Никол се мести в Луисвил, Кентъки с новото си семейство – сестра си Кейла и втория ѝ баща Гари Шерзингер. Никол приема неговото име, след като той я осиновява.
На същата възраст Никол получава подарък, който ще определи посоката на живота ѝ – малък лилав касетофон и дебютния албум на Уитни Хюстън, който покорява класациите през 1985 г. За тях Шерзингер казва: „Родителите ми нямаха пари, но ми взеха този касетофон и албума на Уитни, в който имаше песента „Greatest Love of All“. Това беше! От този момент нататък аз исках да пея. Гласът ѝ беше толкова силен, чувствах всяка нота като истината.“ Оттогава Шерзингер преследва тази истина във всичко, което прави, използвайки своята неизчерпаема енергия и дълбокото желание да се свързва с хората. Това ѝ дава многостранно развита кариера, която ѝ позволява да пее, танцува и дори да играе в театрални постановки и да участва в игрални филми. Тя казва, че е била като грозно пате, но знае, че е родена за певица. В интервю за Dancing with the Stars през 2010 г. баба ѝ казва: „Когато Никол бе в 5 клас, тя вече знаеше какво иска от живота и наистина работеше за него.“
Никол признава, че семейството ѝ не е имало много пари и единствено благодарение на майка ѝ и нейната подкрепа се е превърнала в това, което е днес.
Родителите ѝ я записват в училище по изкуствата, където взима главната роля на почти всички музикални пиеси и развива таланта си. Една от учителките ѝ казва за нея: „Никол беше това, което наричахме „мечтания ученик“. Когато стана на 15 години, вече беше перфекционистка. Винаги даваше най-доброто от себе си, дори понякога прекаляваше. Когато разбрах, че ще участва в Dancing with the Stars, се зарадвах и си казах: „Най-после! Ще видят това, което може да прави най-добре.“ “.
Едни от първите ѝ роли са в университета, къде играе Велма Кели в „Chicago“ и Джули Ла Верн в „Show Boat“. Като тийнейджър Шерзингер е била първа подгласничка в конкурса за млади таланти на Кока-Кола от 1996 г.

## Музикална кариера

### „Days of the new“, „Идънс Кръш“ (1999 – 2002)
През 1999 г. Шерзингер постъпва в рок групата Days of the New като беквокал. Дните на групата обаче не са много и скоро тя се разпада.
През 2000 г. Никол участва в телевизионното шоу Pop Stras, с което си печели място в женската група Eden's Crush заедно с Ивет Соса, Мейли Мисажон, Ана-Мария Ломбо и Розана Таверес. Групата също така гостува като себе си в ТВ сериала Сабрина младата вещица. Песента им „Get Over Yourself (Goodbye)“ достига до Топ 10 на класацията Billboard Hot 100. Групата участва като подгряващ изпълнител на турнето на мъжката група N'sync и Джесика Симпсън. Година по-късно компанията, която ги продуцира – London-Sire Records, фалира и групата се разпада.
През ноември 2007 г. Шерзингер коментира участието си в групата: „Беше ужасно. Бях в група с още 4 момичета и всеки ден беше ужасен за мен. Снимаха ни по цял ден и атмосферата беше ужасна. Всеки ден си изплаквах очите. В бандата трябваше да е забавно, но истината е, че беше кошмар. Бях прекалено чувствителна тогава, но успях да стана по-твърда. Нямаше да успея да стигна до „Куклите“, ако нямах опит с Eden's Crush“.
Било е планирано Шерзингер да бъде четвъртият член на групата Блек Айд Пийс, но заради договора ѝ с Eden's Crush мястото ѝ се заема от Фърги.
След разпадането на групата Шерзингер прави няколко соло изпълнения под псевдонима Никол Кеа. Също така работи с Йошики от японската рок група „X Japan“ по неговия проект „Violet UK“. По-късно изпява американската версия на „I'll Be Your Love“ заедно със Симфоничния оркестър на Токио. Тракът също се появява през 2003 г. в албума „Various Artists album Exposition“.

### „Pussycat Dolls“ (2003 – 2010 г.)
През месец май 2003 г. Никол се явява на кастинг за певица във все още кабаретната група „The Pussycat Dolls“. Рон Фейр – председател на Гефен Рекърдс, казва за нея: „За пръв път срещнах Никол на кастинга и не бях сигурен дали сме намерили нашата главна певица. Когато чухме как пее, всички се съгласихме – това е чудо.“ За първи път Шерзингер вижда групата в късното шоу на Дейвид Летерман през ноември 2002 г., където Кармен Електра пее песента „Big Spender“ от мюзикъла „Sweet Charity“ на Боб Фос. През 2006 г. Шерзингер казва: „Харесаха ми, защото играх Велма Кели в колежа в Чикаго. Истината е, че отидох на прослушването, за да се изявя като соло артист. Не исках да съм в група. Отидох само за да съм в една стая с Рон и да му дам демото си. Това е всичко. Но Джими Йовейн и Рон видяха нещо в мен и ми казаха, че не могат да ме изпуснат. Да съм в друга група не беше част от плана ми, но бях готова да направя всичко, което в бъдещето ще ме издигне на ново ниво“. Също споделя, че е било предизвикателство да се формира групата, но всяко момиче е имало нещо различно, с което да допринесе за развитието на групата.
През 2003 г. кабаретната трупа, създадена от Робин Антин, решава да премине в стил R'n'B. В групата участват още Кармит Бахар, Кимбърли Уаят, Мелъди Тронтън, Джесика Сута и Ашли Робъртс. Кавърът им на песента „Sway“ участва в саундтрака на филма „Ще танцуваме ли“ с Дженифър Лопес и Ричърд Гиър.
На 13 септември 2005 г. вече R'n'B групата издава дебютния си албум „PCD“. Албумът дебютира под номер 5 в класацията на Билборд 200, след което достига до 7 млн. продадени екземпляра в целия свят. Първият им сингъл „Don't cha“ е колаборация с рапъра Busta Rhymes и достига до номер 1 в много държави, включително Обединеното кралство, Австралия и Канада, и достига до номер 2 в класацията на Bildboard.
Баладата „Stickwitu“ също достига до топ 5 в САЩ и става вторият им сингъл, заел номер 1 в Обединеното кралство. По-късно песента в номинирана за „Грами“ в категорията „Най-добро поп изпълнение от дует или група“.
Песента „Beep“ с участието на Will.I.Am (The Black Eyed Peas) е по-неуспешна, но заема първо място в Белгия и Нова Зеландия
Колаборацията със Snoop Dogg влиза в Топ 3 на UK Singles Chart и САЩ.
Следващата им песен „I Don't Need a Man“ не е успешна, въпреки че достига до Топ 10 на Австралия, Нова Зеландия, Ирландия и Обединеното кралство.
Шестият сингъл на групата, който е с участието на мегауспешния продуцент и изпълнител Timbaland ги води до Топ 40 на САЩ.
След издаването на албума групата тръгва на световно турне (PCD World Tour) заедно с Риана, с която пеят в Обединеното кралство.
След турнето групата е в почивка, което води до слухове за разпадане на състава. В интервюта „Куклите“ казват, че не се разпадат и дори ще издадат нов албум. Информацията се потвърждава, но точно преди издаването на пилотния сингъл, Кармит Бахар обявява, че напуска групата.

### „Doll Domination“
Групата се завръща на музикалната сцена на 27 май 2008 г. с новия си сингъл „When I Grow Up“, който достига до номер 5 в Щатите и до номер 1 в класацията на Билборд за денс парче. Песента оглавява няколко класации по света и се превръща в световен хит.
Следващата песен „Whatcha Think About That“, с участието на Миси Елиът, не успява да влезе в класациите на САЩ, но достига до Топ 20 на някои други държави.
След малко забавяне и издаването на двете песни „Doll Domination“ най-после е издаден. По-късно е преиздаден с бонус песни – солови парчета на всеки член на групата. Албумът дебютира под номер 4 в Билборд Топ 200, с което надминава успеха на първия им албум. През първата седмица са продадени 79 хиляди екземпляра – с 20 хиляди по-малко от дебютния албум. Прекарва само 7 седмици в Топ 100 в сравнение със задържалия се почти цяла година „PCD“.
Издадени са още две песни – „I hate this part“ и „Bottle pop“. През януари 2009 групата тръгва на второто си световно турне, подгрявано от Лейди Гага в Австралия и Европа и Ни Йо в Обединеното кралство. В средата на 2009 г. групата е подгряваш изпълнител в турнето на Бритни Спиърс The Circus.
Освен соло изпълненията на момичетата, преиздаденият албум съдържа и още две песни – „Jai Ho!“ (в превод „Ти си моята съдба“), който е саундтрак към филма „Беднякът милионер“ и „Hush Hush“, която е ремикс на „I will survive.“.
След това отново се носят слухове за разпадане на групата, предизвикани от изказване на Мелъди по време на участие на групата. По-късно, през 2010 година, Ашли, Мелъди, Джесика и Кимбърли обявяват напускането си на групата. В интервю Никол казва, че всяка от тях е решила да тръгне по свой път, но тя все още е в групата. По-късно казва, че се очаква новият състав на Куклите да издаде нов албум до края на 2010 г., но такъв не излиза, защото съставът постоянно се сменя и певицата споделя, че вече дори не знае какво става с групата, след като в края на същата година Никол напуска групата, за да започне солова кариера.

### Реформиране, „The Pussycat Dolls Tour“ и разпад
Pussycat Doll се завръщат през есента на 2019 г., но без Мелъди. На 30 ноември групата се представя по време на финала на „The X Factor: Celebrity“, където представят хитовете си „Buttons“, „When I Grow Up“, „Don't cha“ и най-новата си песен „React“, чийто видеоклип и сингъл излизат през февруари 2020 г. През същата година е обявено, че групата ще тръгне на третото си турне „Unfinished Business“, но поради „Пандемията от COVID-19“ е отменено. През март 2021 г. „The Pussycat Dolls Tour“ отново се отлага, а в началото на 2022 г. Никол публикува в своя Instagram профил, че поради случаите на „COVID-19“ в света турнето им е официално отменено и групата отново се разпада.

### Соло кариера
Успехът на PCD осигурява на Никол място под прожектора на медийното пространство и тя записва няколко дуета с други артисти. През 2005 г. се появява с проекти на Shaggy, Vittorio Grigolo и Уил Смит. През 2006 г. прави дует с Avant – „Lie About Us“ и снима видео към мегахита „Come to Me“ с Пи Диди, в чието написване участва.
От 2006 до 2008 г. Шерзингер работи върху дебютния си албум „Her name is Nicole“. Тя пише 75 – 100 песни за албума, който се очаква да излезе през 2007, но датата на премиерата му се отлага за 16 октомври 2008 г. В интервю за МТВ тя казва: „Когато съм в Pussycat Dolls, се чувствам като супер жена. Но това е просто една от страните ми. Имам и уязвима, болна от любов част, което е изразена в албума ми.“ В него Никол работи с много изпълнители. Издава два сингъла – „Whatever you like“ с Ти Ай и „Baby love“ с Уил Ай Ем, който ѝ е близък приятел. Двете песни имат известен успех, но той не е достатъчен за Шерзингер и тя по свое желание решава да не издаде албума.
През март 2011 г. Никол решава да издаде дебютния си самостоятелен албум със заглавие „Killer Love“, който ще съдържа 14 песни. Пилотният сингъл от албума „Poison“ достига до трето място в класацията UK Singles Chart. Вторият сингъл от албума – „Don't Hold Your Breath“ е издаден на 13 март 2011 г. и дебютира директно на номер 1 в UK Singles Chart, превръщайки се в най-успешната песен на певицата. Don't hold your breath предшества албума, който е издаден на 21 март 2011 г. Третата песен от албума е „Right there“ с участието на рапъра Фифти Сент и е издадена на 6 юни в Обединеното кралство, като преди това за пръв път е завъртяна по радио в САЩ на 23 май. В края на август излиза четвъртият сингъл от албума – Wet, с който дебютира на 21 място в Обединеното кралство. В края на октомври 2011 излиза песента „Try with Me“, където дебютира на 18 място в Обединеното кралство. След две години излиза новият и самостоятелен сингъл със заглавие „Boomerang“, заставайки на 6 позиция в Ю Кей Сингълс Чарт.
На 30 май 2014 г. излиза сингълът „Your Love“, които застава на 6 позиция в Обединеното кралство. Този сингъл е и пилотният от втория самостоятелен албум Big Fat Lie, който излиза на 17 октомври в Ирландия и Германия. От него са издадени още 3 сингъла – „Run“, „On the Rocks“ и „Bang“.

## Дискография

### Студийни албуми
- Killer Love (2011)
- Big Fat Lie (2014)

### Сингли
- Whatever U Like (2007)
- Supervillain (2007)
- Puakenikeni (2007)
- Baby Love (2007)
- Poison (2010)
- Don't Hold Your Breath (2011)
- Right There (2011)
- Wet (2011)
- Try with Me (2011)
- Boomerang (2013)
- Your Love (2014)
- Run (2014)
- On the Rocks (2014)
- Bang (2014)

## Видеоклипове
| Видеоклип              | Премиера | Албум              |
| ---------------------- | -------- | ------------------ |
| Whatever U like        | 2007     | Her name is Nicole |
| Baby love              | 2007     | Her name is Nicole |
| Poison                 | 2010     | Killer love        |
| Don't hold your breath | 2011     | Killer love        |
| Right there            | 2011     | Killer love        |
| Wet                    | 2011     | Killer love        |
| Try with me            | 2011     | Killer love        |
| Boomerang              | 2013     | -                  |
| Your love              | 2014     | Big fat lie        |
| On the rocks           | 2014     | Big fat lie        |
| Run                    | 2014     | Big fat lie        |
| Bang                   | 2014     | Big fat lie        |

## Турнета
- The Killer Love Tour (2012)

## Филмография
| Година              | Заглавие                   | Роля                              | Бележки                                                          |
| ------------------- | -------------------------- | --------------------------------- | ---------------------------------------------------------------- |
| 2001                | Popstars                   | Себе си, състезател               | Сезон 1                                                          |
| 2001                | Сабрина младата вещица     | Себе си (като част от Идънс Кръш) | Сезон 5, епизод 22                                               |
| 2002                | My Wife & Kids             | Вероника                          | Сезон 3, епизоди 1 и 2                                           |
| 2003                | Half & Half                | Жасмин (Джасмин)                  | Сезон 1, епизод 9                                                |
| 2003                | Wanda at Large             | Красива жена                      | Сезон 2, епизод 11                                               |
| 2007 2010 2012 2013 | The X Factor (UK)          | Себе си, Гост съдия, Жури         | Сезон 4: Епизоди 9 и 10 Сезон 7: Episodes 5 – 8 Сезон 9 Сезон 10 |
| 2007                | Cane                       | Себе си                           | Сезон 1, епизод 4                                                |
| 2009                | Big Time Rush              | Себе си                           | Сезон 1, епизод 1                                                |
| 2009 2010           | The Sing-Off               | Себе си, Жури                     | Сезон 1 Сезон 2                                                  |
| 2010                | Dancing with the Stars     | Себе си, Участник                 | Сезон 10                                                         |
| 2010                | Как се запознах с майка ви | Джесика Глитър                    | Сезон 6, епизод 9                                                |
| 2011                | The X factor (US)          | Себе си, Жури                     | Сезон 1                                                          |
| 2014                | Mixology                   | Себе си                           | Сезон 1, епизод 5                                                |

| Година | Заглавие                | Роля                                  |
| ------ | ----------------------- | ------------------------------------- |
| 2003   | Chasing Papi            | Мис Пуерто Рико                       |
| 2003   | Love don't cost a thing | Момичето с шампанско                  |
| 2005   | Игра по ноти            | Себе си (като част от Pussycat Dolls) |
| 2012   | Мъже в черно 3          | Лили Пойсън                           |

## Личен живот
Между 2001 и 2003 г. има връзка с Ник Хексъм от 311. Между 2005 и 2007 г. се среща с актьора Телън Ториеро. През 2007 г. се среща със световния шампион на Формула 1 Луис Хамилтън. През януари 2010 г. двамата се разделят, а месец по-късно, точно на св. Валентин, решават да си дадат втори шанс. През ноември 2011 г. се разделят за пореден път, но 6 месеца по-късно пак са заедно и вече говорят за семейство. От есента на 2015 г. има връзка с българския тенисист Григор Димитров, но я пазят в тайна до 6 януари 2016 г., когато медиите успяват да ги засекат заедно.
През последните няколко години Шерцингер участва в класацията на списание „Максим“ за Стоте най-горещи жени. През 2006 г. заема 22-ро място, през 2007 – 21-во. През следващите години заема съответно 19-о, 48-о и 24-то. Също участва в класациите на FHM за най-сексапилните жени. През 2006 г. заема 49-о място, през 2007 г. – 22-ро, през 2008 г. – 49-о, през 2009 – 60-о и през 2010 – 73-то.